# STS-65
STS-65 var en flygning i det amerikanska rymdfärjeprogrammet med rymdfärjan Columbia. Den sköts upp från Pad 39A vid Kennedy Space Center i Florida den 8 juli 1994. Efter nästan femton dagar i omloppsbana runt jorden återinträdde rymdfärjan i jordens atmosfär och landade vid Kennedy Space Center.

## Besättning
- Robert D. Cabana
- James D. Halsell
- Richard J. Hieb
- Carl E. Walz (2)
- Leroy Chiao
- Donald A. Thomas
- Chiaki Naito-Mukai
- Jean-Jacques Favier (Backupbesättning)